# Bahnhof Paris-Gare-de-Lyon
Der Bahnhof Paris-Gare-de-Lyon, umgangssprachlich Gare de Lyon (deutsch Lyoner Bahnhof), gehört zu den bedeutendsten Bahnhöfen Europas und gleichzeitig zu den Sehenswürdigkeiten von Paris. Er befindet sich im 12. Arrondissement.
Im Fernverkehr verkehren von der Gare de Lyon TGV nach Süd- und Südostfrankreich sowie in die Schweiz (Basel und Genf), nach Spanien (Barcelona) und nach Italien (Turin und Mailand). Daneben besteht eine Nachtzugverbindung nach Venedig. Es existieren Umsteigemöglichkeiten in die RER-Züge der Linien A und D. In der unterirdischen Métrostation bestehen Verbindungen zu den Métrolinien 1 und 14. Mit circa 83 Millionen Reisenden im Jahr (227.000 pro Tag) gehört die Gare de Lyon zu den drei verkehrsreichsten Pariser Bahnhöfen.

## Geschichte und Beschreibung

### Alter Bahnhof
Als bedeutendste französische Eisenbahngesellschaft des späten 19. Jahrhunderts verfügte die Compagnie des chemins de fer de Paris à Lyon et à la Méditerranée (P.L.M.) in Paris über einen verhältnismäßig bescheidenen Bahnhof. Der alte Gare de Lyon wies unter seinen beiden Hallen lediglich drei Abfahrts- und zwei Ankunftsgleise auf. Das Empfangsgebäude hatte man nicht am Kopfende quer zu den Stumpfgleisen, sondern nördlich längs der Gleise zur Rue de Chalon hin angelegt. 1880 wurden 1.600.000 abreisende Fahrgäste gezählt, 1896 bereits die doppelte Zahl. Zu erwarten war, dass der Bahnhof die Fahrgäste der für das Jahr 1900 geplanten Weltausstellung nicht würde bewältigen können. Daher wurde in den 1890er Jahren dessen Abriss und ein Neubau an gleicher Stelle geplant.

### Neuer Bahnhof

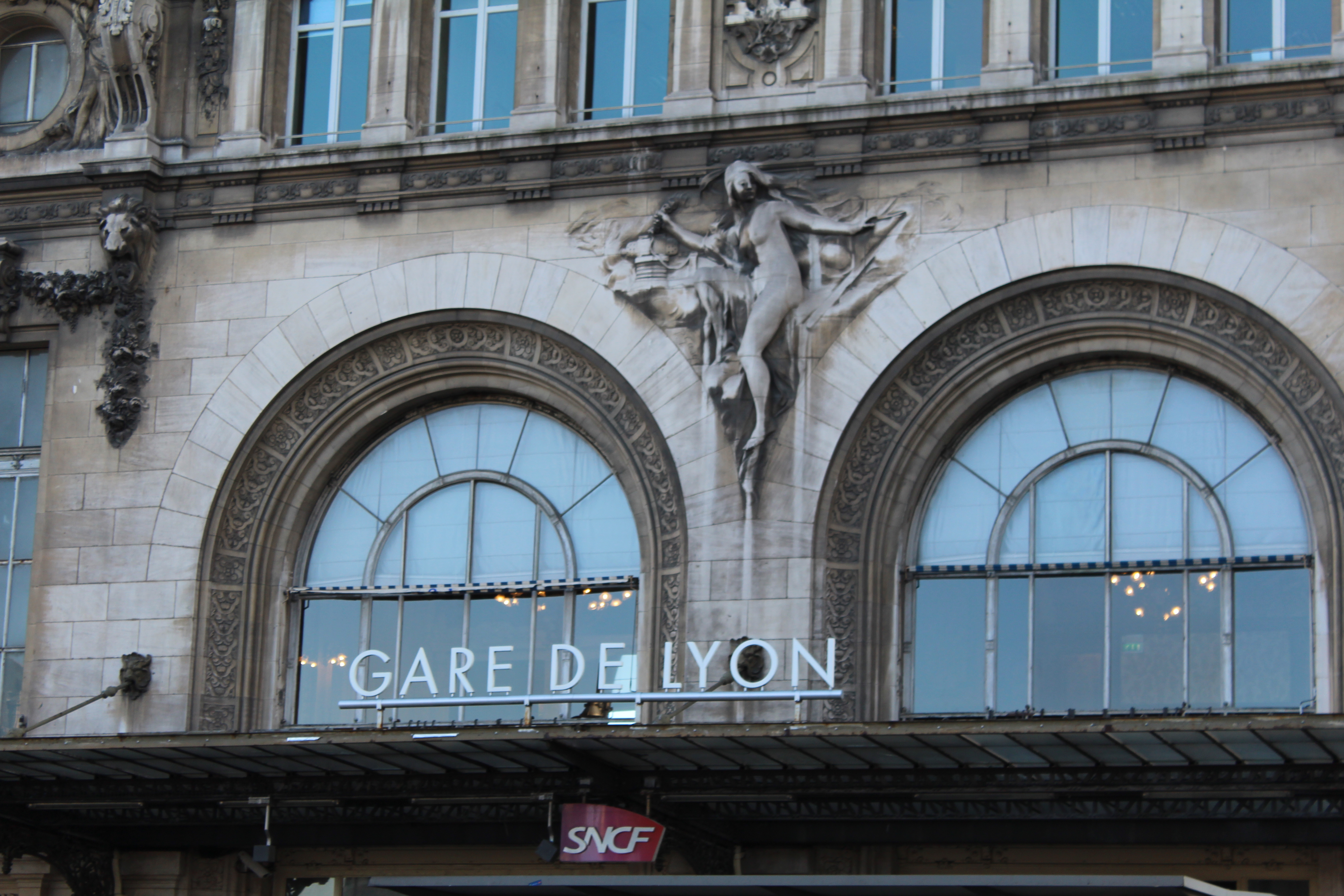
Relief an der Fassade über dem Haupteingang

Der neue Bahnhof wurde in den Jahren 1895–1902 vom Architekten Marius Toudoire gebaut, der bereits den Bahnhof Bordeaux-Saint-Jean geplant hatte; Bauherr war wiederum die PLM. Aufgrund der beschränkten Platzverhältnisse erwog man kurzzeitig eine Anlage auf zwei übereinanderliegenden Etagen. Dieser Plan wurde wegen abzusehender Probleme während der Hauptverkehrszeiten aber verworfen, um Platz zu schaffen verlegte man stattdessen die Rue de Bercy. Der neue Bahnhof mit dreizehn Gleisen in einer einzigen Ebene und einem zur Kopfseite verlagerten Empfangsgebäude existiert in dieser Form bis heute. Von der alten Anlage blieben nur die Zufahrtsrampen, Treppen und Mauern am Boulevard Diderot erhalten.

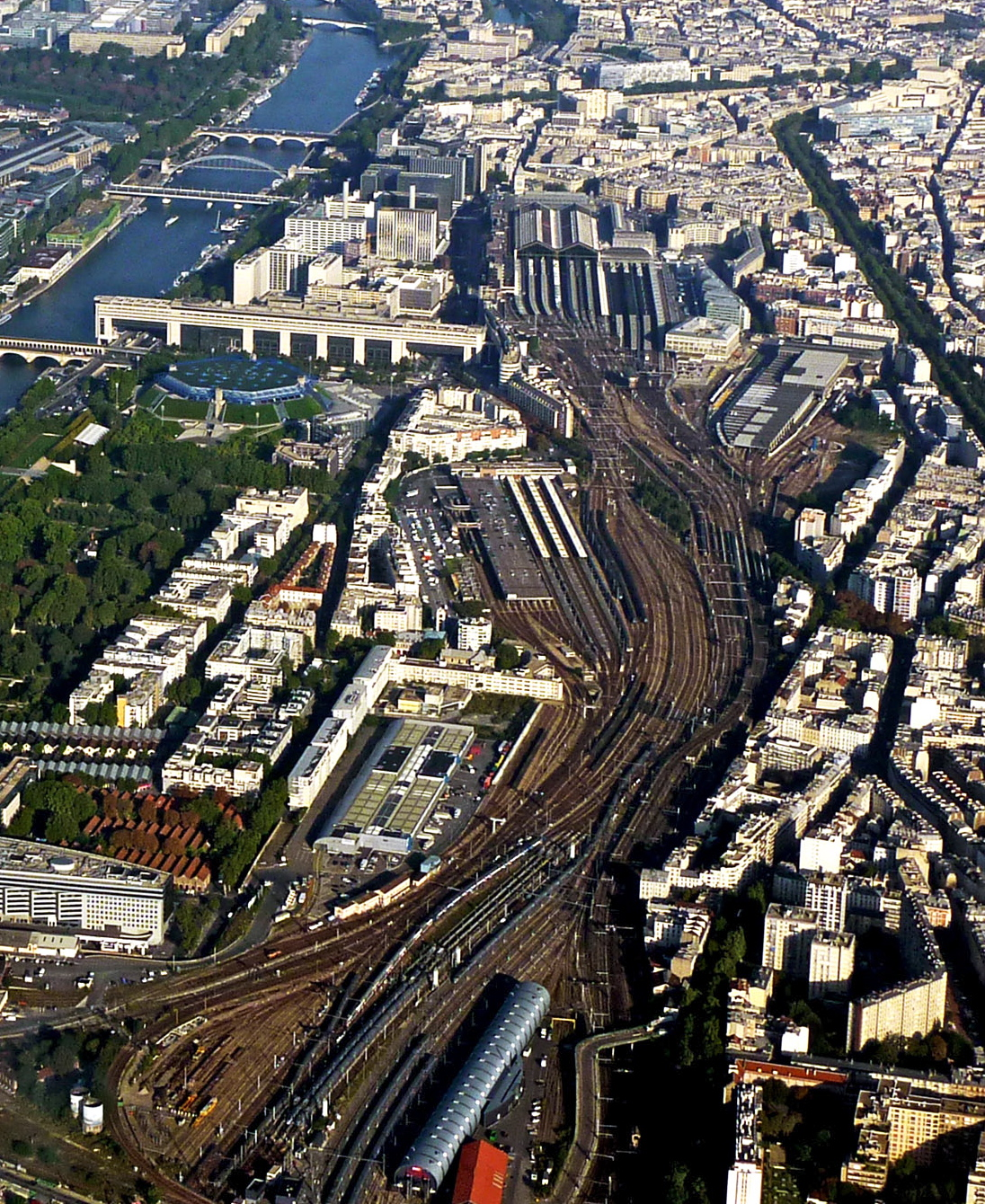
Luftbild des Bahnhofs (oben) und seines Gleisvorfelds, in der Mitte links der Gare de Bercy

Die reich verzierte Fassade hat eine Breite von circa 100 Metern, sie weist sieben Zugänge auf. Der in ihre Südostecke integrierte Uhrturm ist 64 Meter hoch; er trägt vier Uhren, deren Zifferblätter Durchmesser von je 6,40 Meter aufweisen. Die Bahnhofshalle trägt zwei parallel angeordnete, verglaste Satteldächer, an ihrer Nordostseite wurde eine kleinere Halle für die abfahrenden Fahrgäste errichtet. Dieser vorgelagert waren ein Gebäude und mehrere Stumpfgleise für abgehendes Gepäck. Die Ankunfts- und Gepäckhalle an der Südwestseite wurde beim Bau der unterirdischen Bahnhofsanlagen in den 1960er Jahren abgerissen.
1936 wurde das Projekt einer Express-U-Bahn vorgestellt, aus dem später das S-Bahn-ähnliche RER-Netz hervorging. Zunächst verhinderten jedoch Entschlusslosigkeit seitens der Staatsorgane und dann der Zweite Weltkrieg die Realisierung der Pläne. Erst 1960 wurden sie wieder aufgegriffen. An der Südwestseite des Bahnhofs entstand zwischen 1962 und 1972 im Bereich der ehemaligen Ankunftshalle parallel zur Rue de Bercy ein unterirdischer Vorortbahnhof, und unter diesem wurde am 9. Dezember 1977 eine Station für die RER-Linie A eröffnet. Seit 1981 ist der Gare de Lyon nördlicher Ausgangspunkt für die TGV-Hochgeschwindigkeitszüge der ersten französischen Schnellfahrstrecke LGV Sud-Est.
Am 27. Juni 1988 ereignete sich ein schweres Zugunglück, bei dem 56 Menschen ums Leben kamen und 57 verletzt wurden, als ein Zug ungebremst in den Bahnhof ein- und auf einen stehenden Zug auffuhr. 1995 wurde die RER-Linie D von Westen her an den unterirdischen Vorortbahnhof geführt, der damit vom End- zum Durchgangsbahnhof wurde.
Am 3. Februar 2024 stach ein Mann aus Mali auf Passanten ein und verletzte drei Menschen, einen davon schwer.

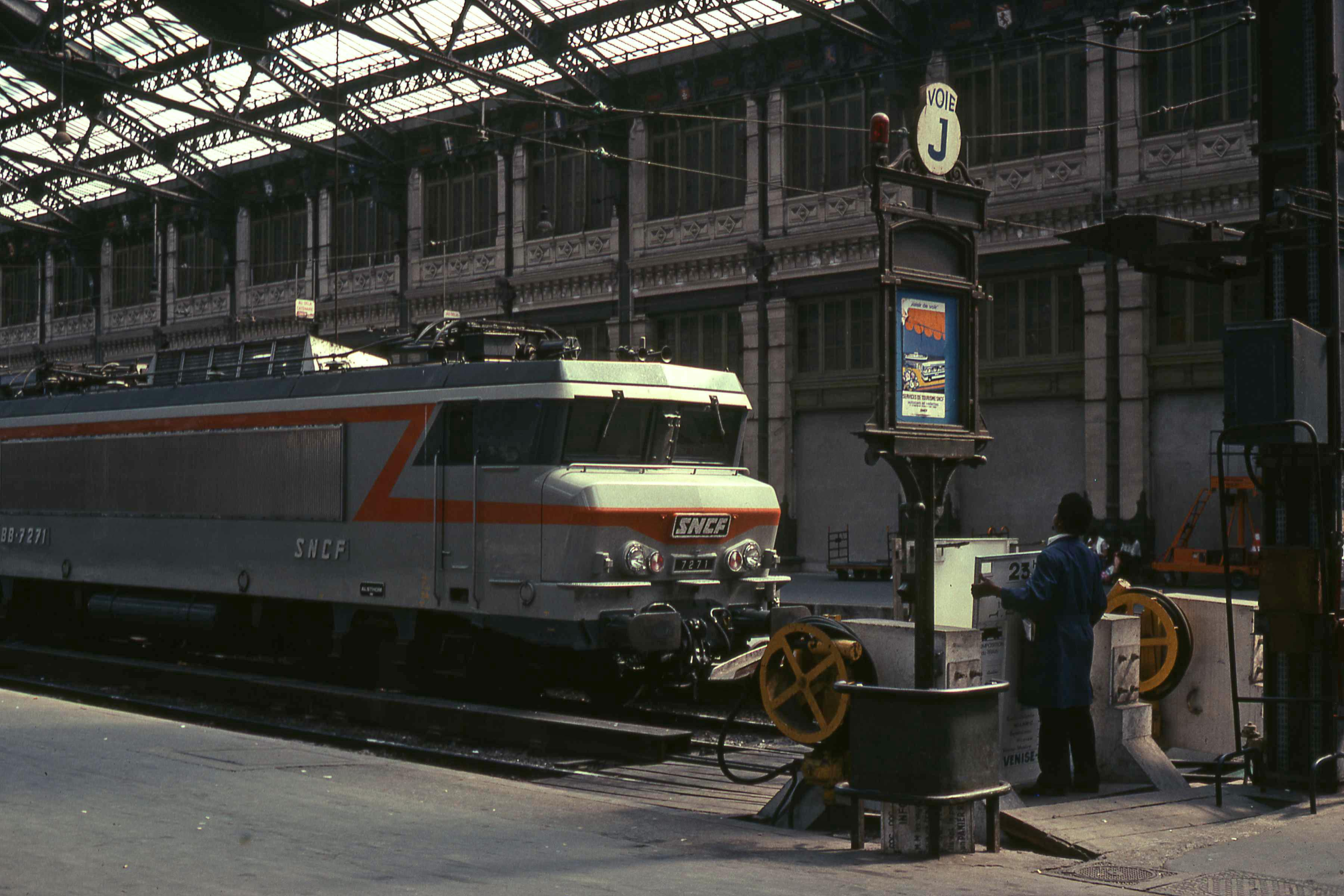
Gleisende mit Elektrolokomotive der Baureihe BB 7200 (1979)
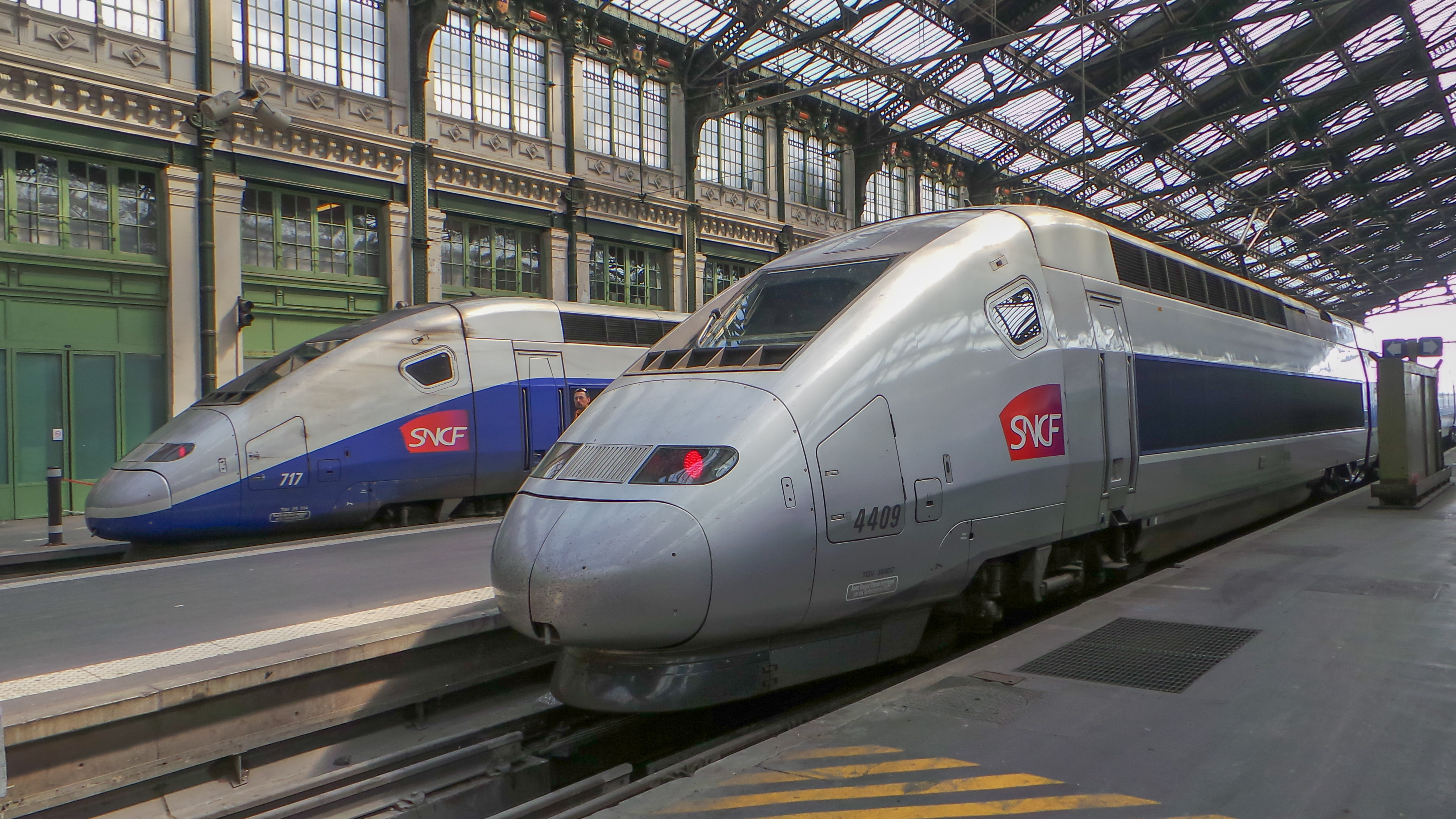
TGVs im Gare de Lyon
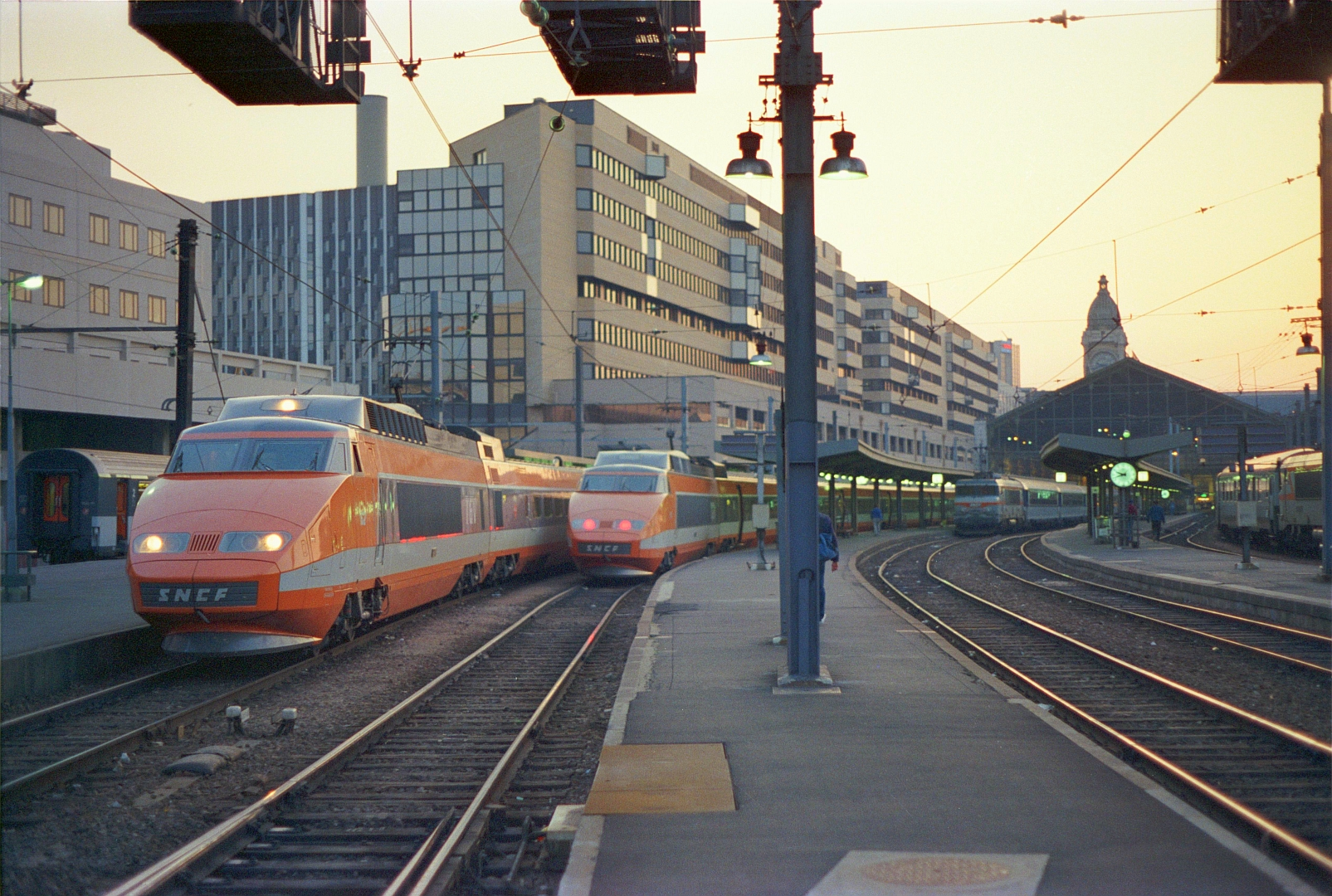
Ansicht von Osten mit zwei TGV SE (1987)
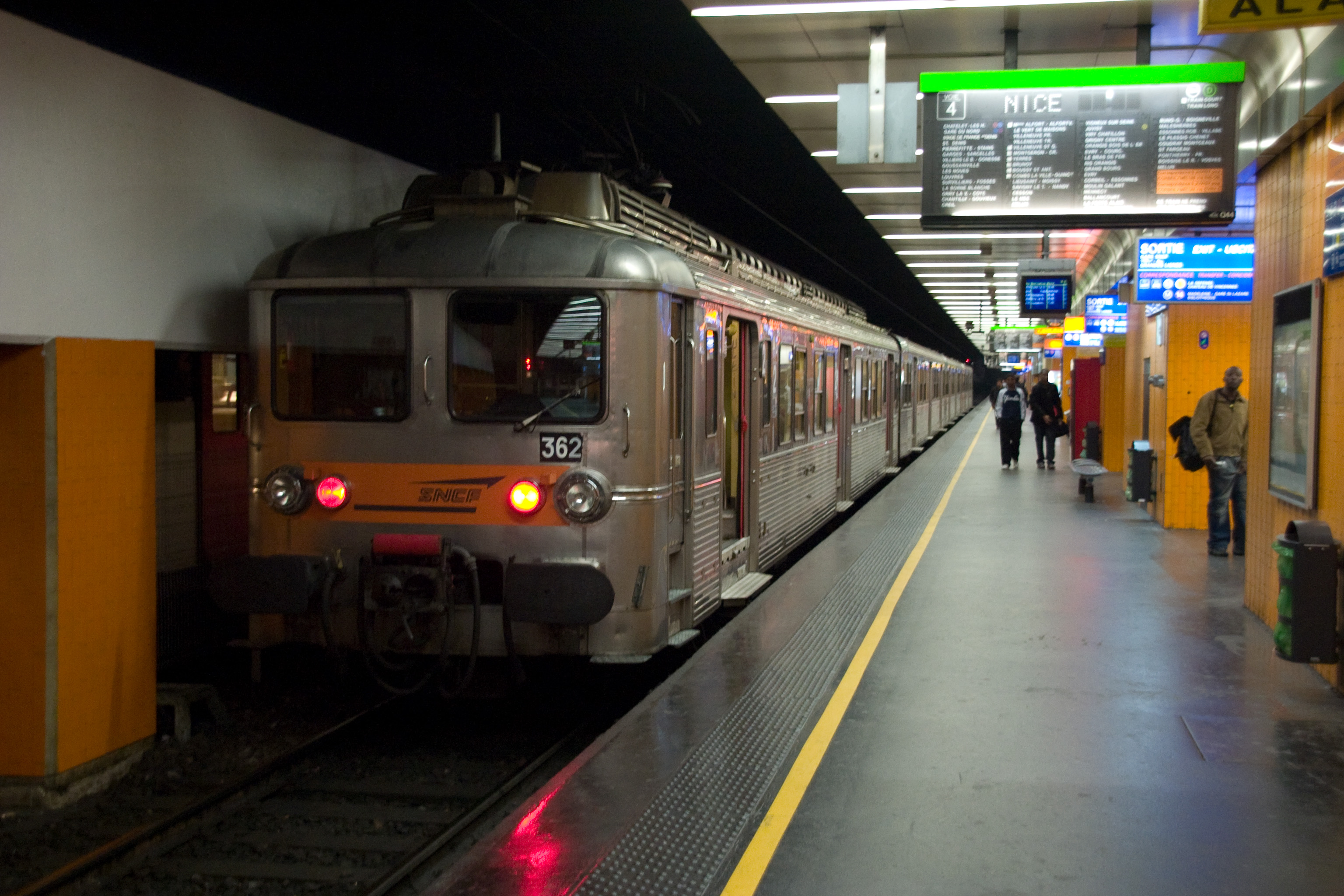
Gleis 2 des unterirdischen Vorortbahnhofs mit einem Triebwagen der Baureihe Z 5300 (2008)
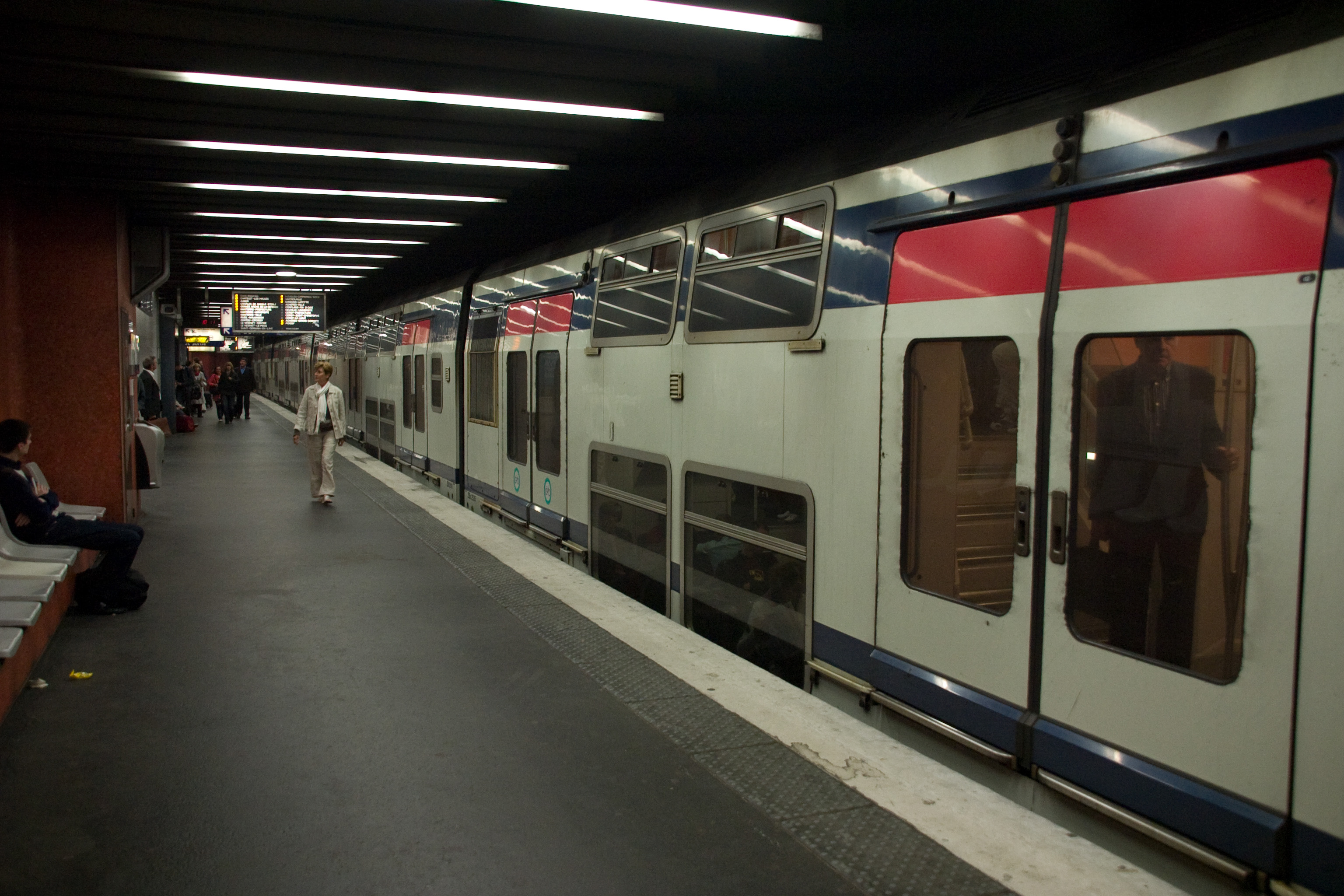
Station der RER-Linie A
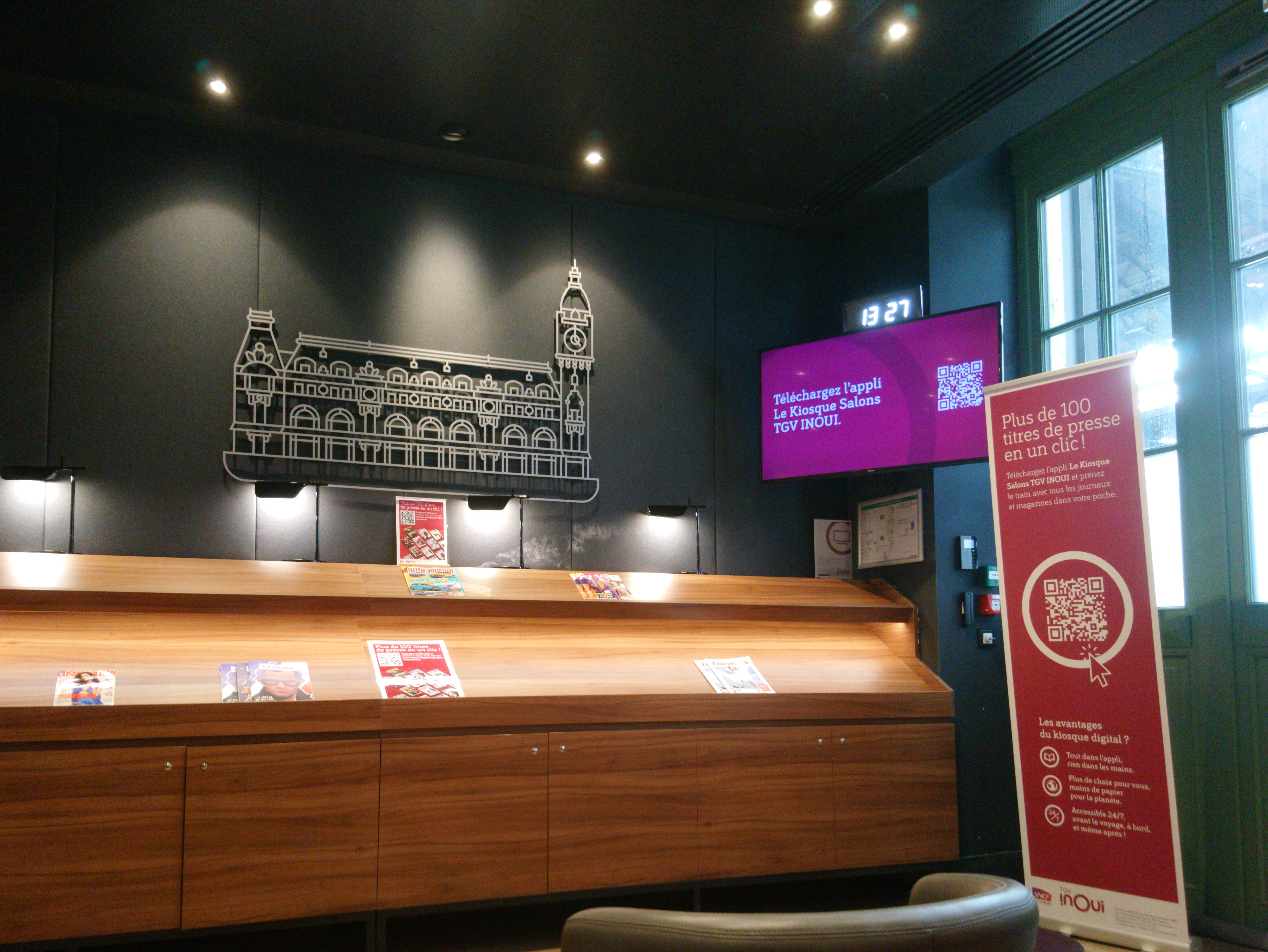
Salon Grand Voyageur (Erdgeschoss)
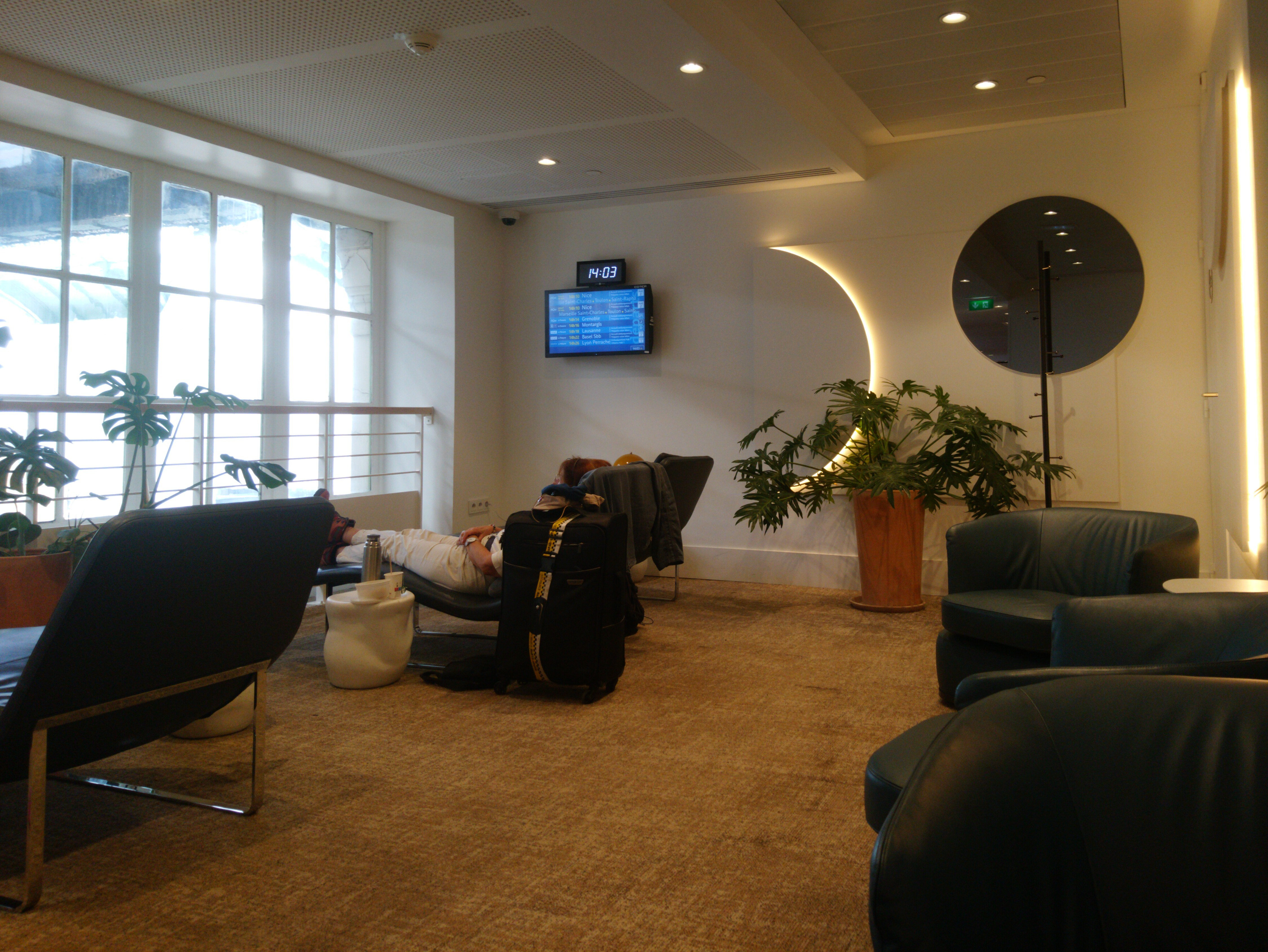
Salon Grand Voyageur (Obergeschoss)

### Restaurant Le Train Bleu
Im Bahnhofsgebäude befindet sich über der Eingangshalle das bekannte Restaurant Le Train Bleu mit prunkvoller, denkmalgeschützter Belle-Époque-Ausstattung aus der Zeit um 1900. Es wurde ebenfalls von Marius Toudoire entworfen, die 41 Gemälde im Inneren wurden bei 30 Malern in Auftrag gegeben. Die Themen der Wandmalereien sind vor allem die Städte und Regionen, die das Bahnnetz der Gesellschaft P.L.M. einst mit Paris verbunden hat.
Besonders reich ausgestattet sind der „Goldene Saal“ (18,5 Meter lang, 9 Meter breit und 11 Meter hoch) und der „Große Saal“ (26 Meter lang, 13 Meter breit und 11 Meter hoch).

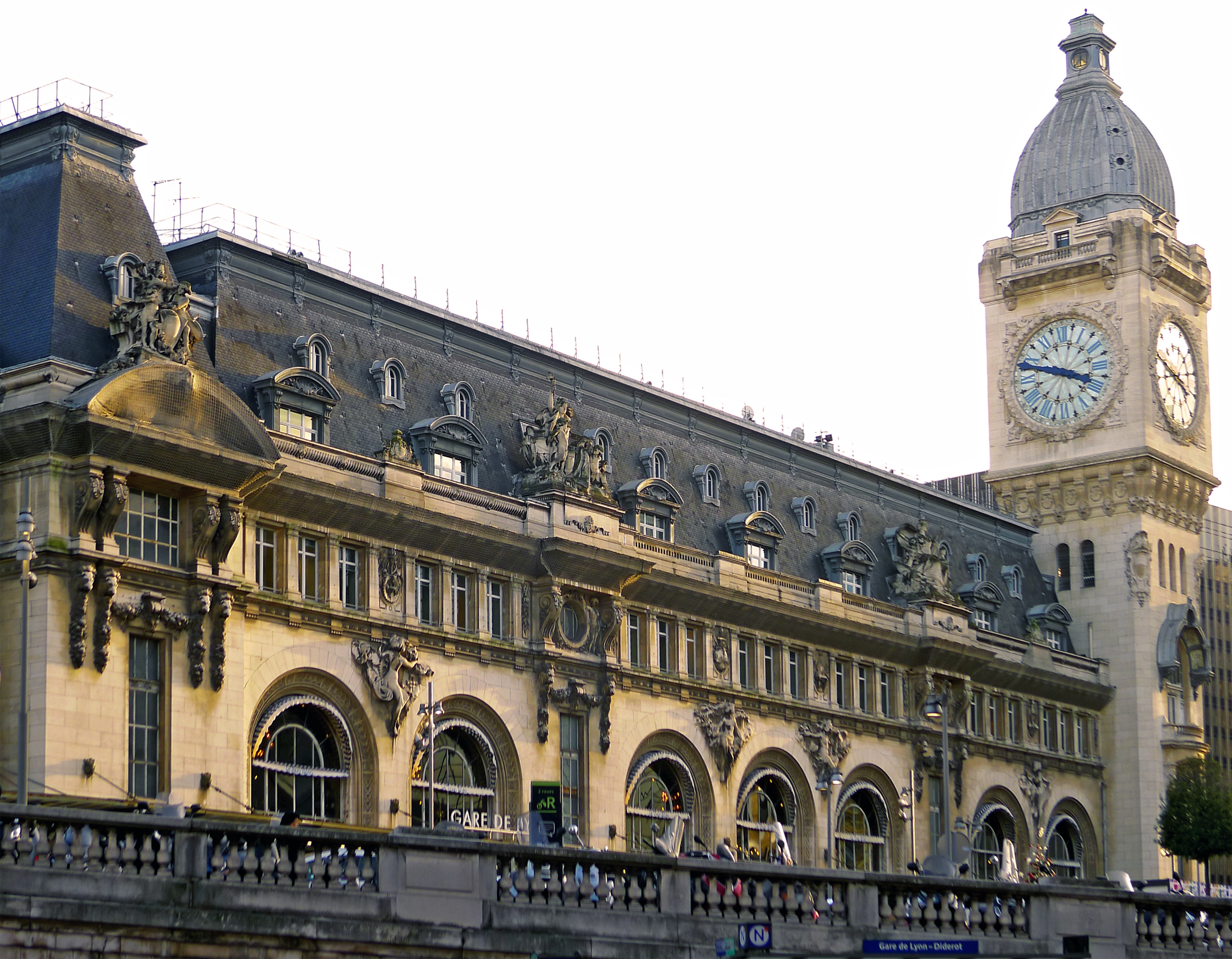
Fassade über der Eingangshalle mit Uhrturm, hinter den Bogenfenstern das Restaurant Le Train Bleu
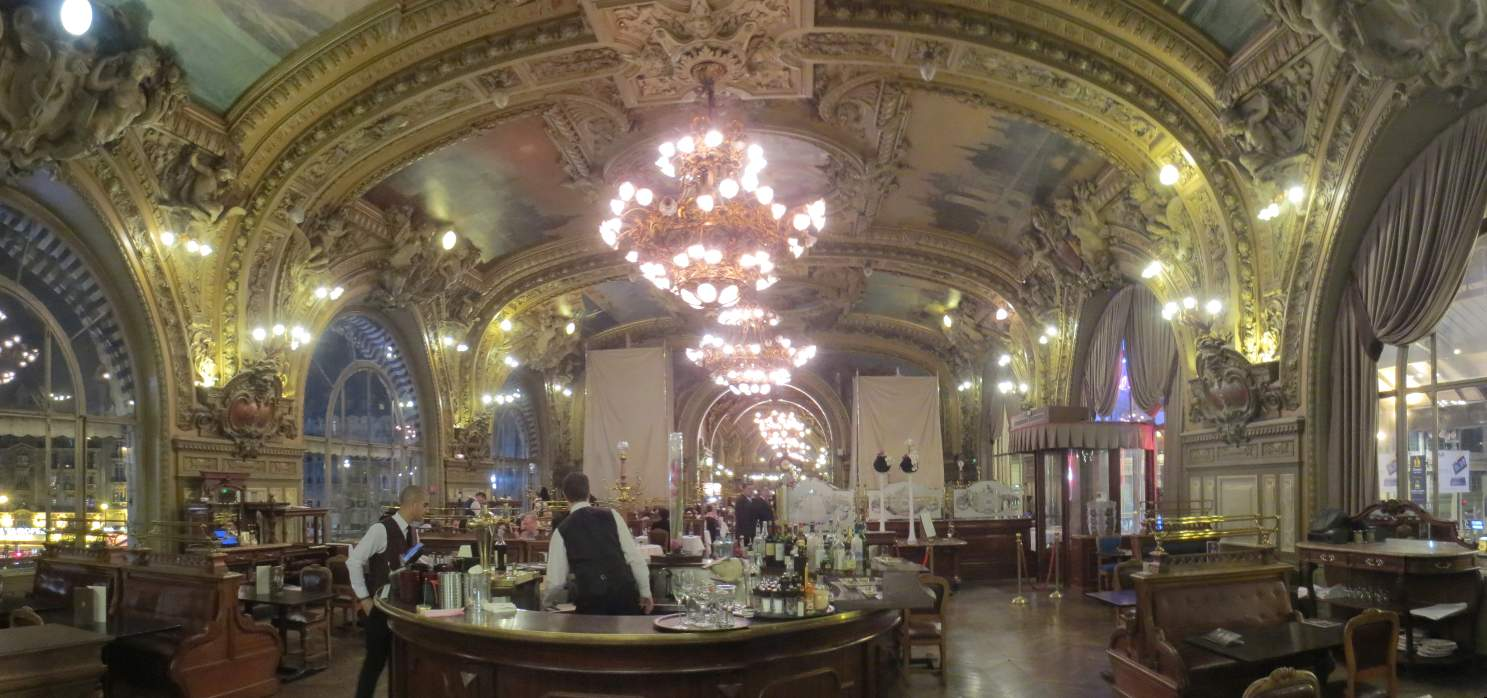
Innenraum des Train Bleu
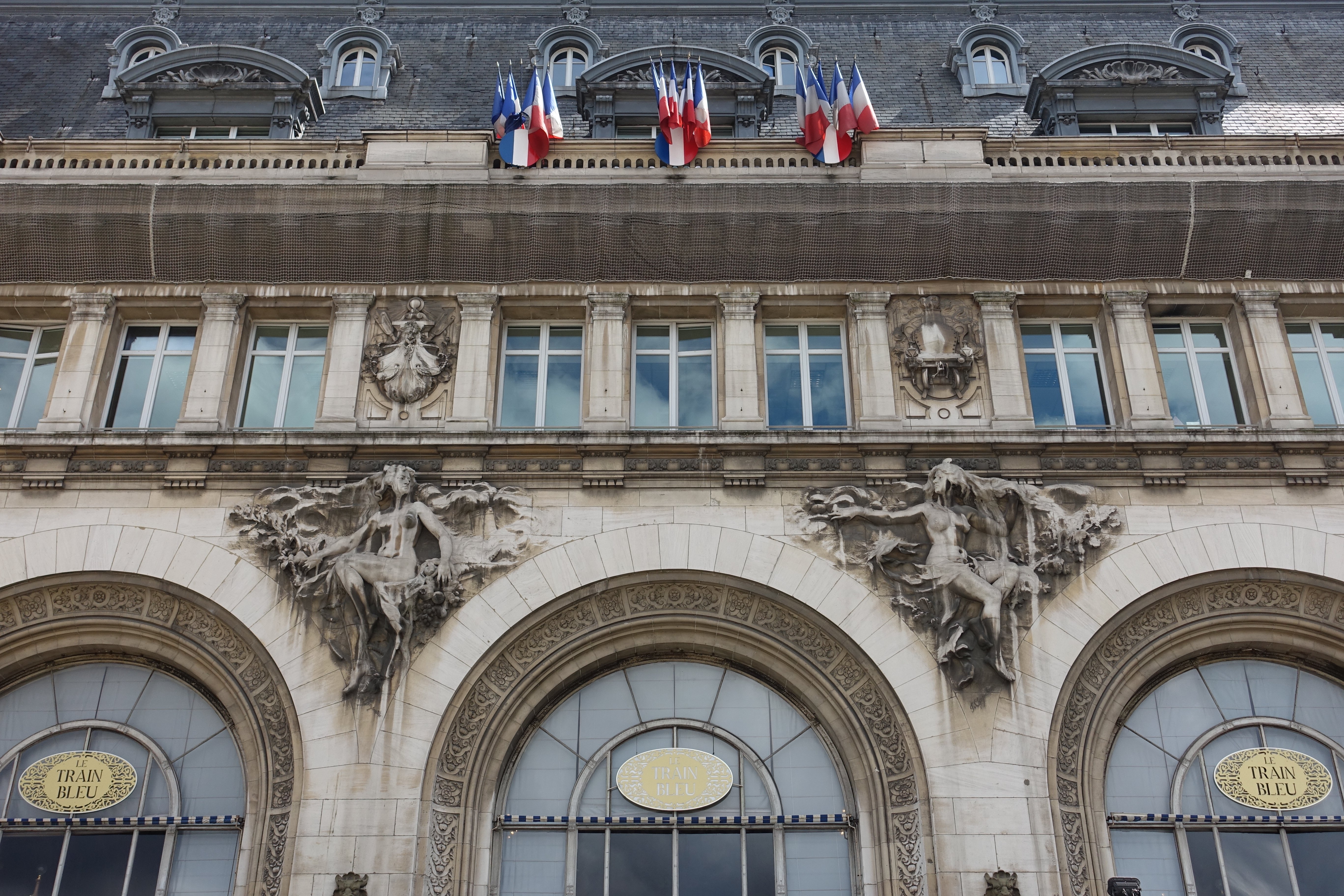
Unter dem Dach liegt der Küchentrakt des Train Bleu

## U-Bahnhof

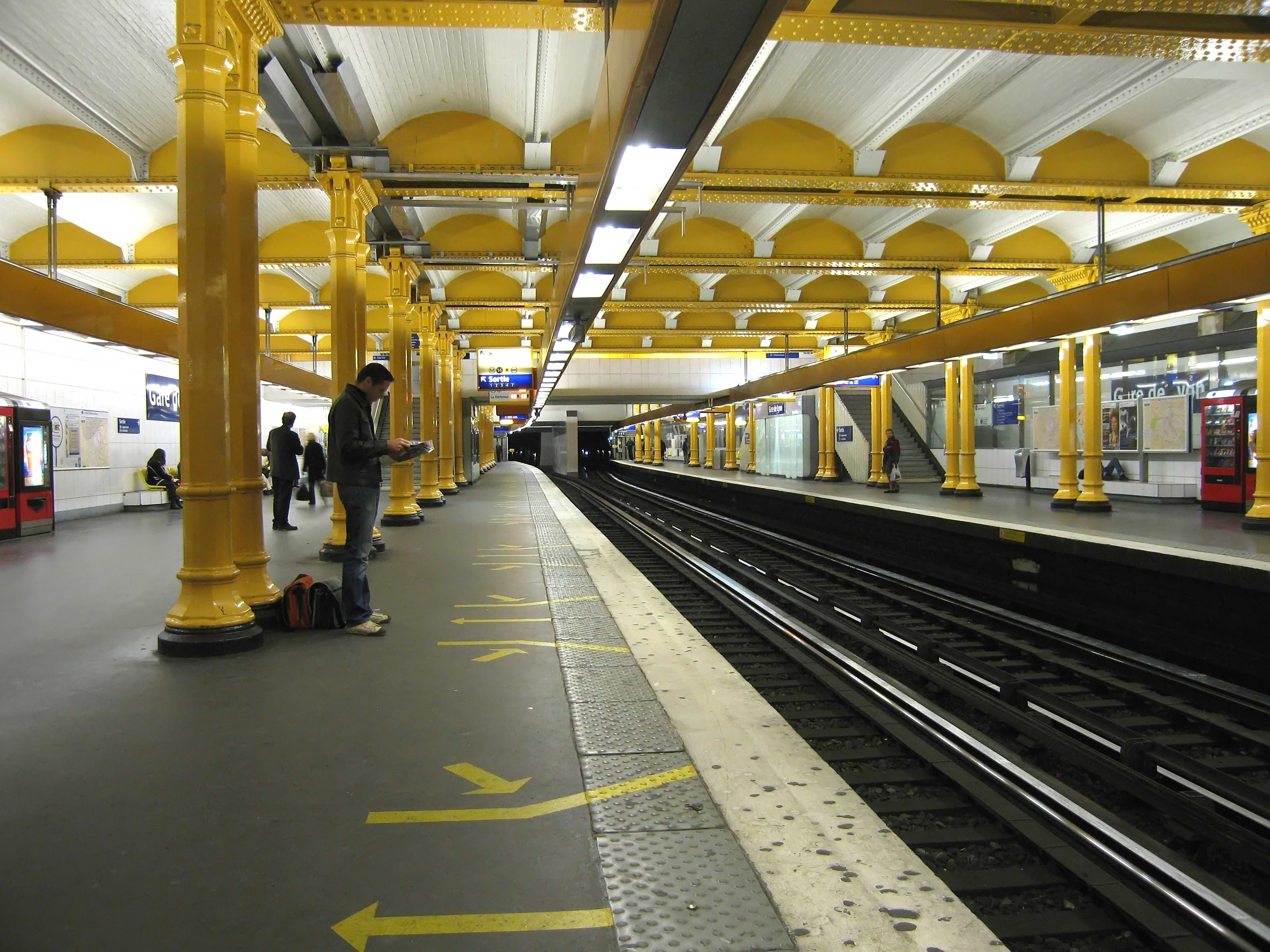
Station der Métrolinie 1, 2006

Mit der Eröffnung der ersten Strecke der Métro ging am 19. Juli 1900 deren gleichnamige Station der Linie 1 in Betrieb. Damit wurde der Gare de Lyon als erster Pariser Bahnhof an das U-Bahn-Netz angeschlossen. 1906 war die damals viergleisige Station mehrere Monate lang zugleich vorübergehender Endpunkt der Linie 5. Sie liegt vor der Fassade des Fernbahnhofs längs unter dem Boulevard Diderot.
Am 15. Oktober 1998 wurde im Tunnel unter der Rue de Bercy südlich parallel zu den RER-Gleisen die Station der vollautomatischen Linie 14 eröffnet.

## Film
- Bahnhofskathedralen – Europas Reise-Paläste. Paris. (OT: Gares d’Europe, les temples du voyage. Paris.) Dokumentarfilm, Frankreich, 2018, 51:58 Min., Buch und Regie: Jeremy J. P. Fekete, Produktion: Yuzu Productions, arte France, Reihe: Bahnhofskathedralen – Europas Reise-Paläste (OT: Gares d’Europe, les temples du voyage), Erstsendung: 27. Oktober 2018 bei arte, Inhaltsangabe von ARD.